# C/1999 F1 (كاتالينا)
المذنب C/1999 F1 (كاتالينا)، هو أحد أطول المذنبات طويلة الفترة المعروفة. تم اكتشافه في 23 مارس 1999، بواسطة مسح كاتالينا السماوي 
. نقطة الحضيض الحالية تقع خارج النظام الشمسي الداخلي  مما يساعد على تقليل الاضطرابات الكوكبية لهذا الجسم في سحابة أورت الخارجية ويتميز بفترات مدارات واردة ومبتعدة متشابهة.
شوهد المذنب بقوس مراقبة مدته 6 سنوات  مما يسمح بتقدير جيد للمدارات الواردة (الأصلية) والخارجة (المستقبلية). يتم تعيين مدار المذنب طويل الفترة بشكل صحيح عندما يتم حساب المدار المتأرجح في زمن بعد مغادرة المنطقة الكوكبية ويتم حسابه بالنسبة لمركز كتلة النظام الشمسي . وصل المذنب C/1999 F1 إلى أقرب نقطة له من الكوكب نبتون في أغسطس 2017. باستخدام JPL Horizons مختبر الدفع النفاث ( فإن البيانات المدارية المركزية للوقت 2050-يناير-01 تولد محورًا شبه رئيسي يبلغ 33000 وحدة فلكية ، و مسافة الأوج 66000 (وحدة فلكية) وفترة الدورة تقدر بحوالي 6 ملايين من السنين. إن المسافة الكبيرة بين المذنب والشمس تعني أن الاضطرابات الجاذبية المجرية والنجمية يمكن أن تؤدي إلى تغيير مداره. سيمر المذنب على بعد نحو 11000 وحدة فلكية من غليس 710 . قد تحدث اضطرابات أقل عند الاقتراب بنحو 1.78 فرسخ فلكي من HD 179939.
يستخدم متصفح قاعدة بيانات الأجسام الصغيرة العامة التابع لمختبر الدفع النفاث عصرًا قريبًا من الحضيض الشمسي في 25 مايو 2001 وهو التاريخ الذي يسبق مغادرة المذنب للمنطقة الكوكبية، مما يجعل نقطة الأوج شديدة الانحراف غير دقيقة لأنها لا تأخذ في الاعتبار أي اضطرابات كوكبية بعد ذلك الزمن. كما أن تعيين بيانات الأجسام الصغيرة التابع لمختبر الدفع النفاث والتي تركز على مركزية الشمس لا يأخذ في الاعتبار الكتلة المجمعة للشمس والمشتري.
كانت هناك إمكانية للاقتراب من زحل عندما عبر المذنب C/1999 F1 المستوى الشمسي في عام 1999، لكن زحل كان على الجانب الآخر من مداره.
| الكوكب       | المسافة الأدنى لتقاطع المدار (وحدة فلكية) | مسافة الاقتراب الفعلي (وحدة فلكية) | تاريخ أقرب اقتراب |
| ------------ | ----------------------------------------- | ---------------------------------- | ----------------- |
| كوكب المشتري | 2.914                                     | 7.68                               | 2002-04-24        |
| زحل          | 0.159                                     | 10.1                               | 2003-03-01        |
| أورانوس      | 2.944                                     | 7.70                               | 2011-10-19        |
| نبتون        | 10.11                                     | 22.1                               | 2017-08-31        |

## روابط خارجية
- محاكاة مدارية من مختبر الدفع النفاث (JPL) (جافا) / Horizons Ephemeris

1. ↑  "IAUC 7148: C/1999 F1; 1999bv". IAU Central Bureau for Astronomical Telegrams. 20 أبريل 1999. مؤرشف من الأصل في 2025-02-06. اطلع عليه بتاريخ 2011-03-07.
2. ↑  "MPEC 1999-H09 : COMET C/1999 F1 (CATALINA)". IAU Minor Planet Center. 20 أبريل 1999. مؤرشف من الأصل في 2025-01-24. اطلع عليه بتاريخ 2011-03-07.
3. ↑  "JPL Small-Body Database Browser: C/1999 F1 (Catalina)" (last observation: 2005-08-28; arc: 6.46 years). مختبر الدفع النفاث. مؤرشف من الأصل في 2020-07-29. اطلع عليه بتاريخ 2011-03-07.
4. ↑  Horizons output. "Barycentric Osculating Orbital Elements for Comet C/1999 F1 (Catalina)". مؤرشف من الأصل في 2024-12-04. Solution using the Solar System Barycenter. Ephemeris Type:Elements and Center:@0 (To be outside planetary region, inbound epoch 1950 and outbound epoch 2050. For epoch 1950-Jan-01 orbit period is "PR= 1.6E+09 / 365.25 days" = ~4.3 million years)
5. ↑  "Horizons Batch: C/1999 F1 and Neptune" (Closest approach to Neptune (@899) occurs when deldot flips from negative to positive). JPL Horizons. مؤرشف من الأصل في 2024-11-27.
6. ↑  "Horizons Batch: C/1999 F1 and Uranus" (Closest approach to Uranus (@799) occurs when deldot flips from negative to positive). JPL Horizons. مؤرشف من الأصل في 2024-12-14.